# برادلي إم. كون
برادلي إم. كون (بالإنجليزية: Bradley M. Kuhn)‏ هو مهندس ومبرمج وعالم حاسوب أمريكي، ولد في 1973 في بالتيمور في الولايات المتحدة.

## وصلات خارجية
- برادلي إم. كون على موقع ميوزك برينز (الإنجليزية)